# Свети Илия (Попчево)
Вижте пояснителната страница за други значения на Свети Илия.
„Свети Илия“ (на македонска литературна норма: „Свети Илија“) е възрожденска православна църква в струмишкото село Попчево, Северна Македония. Част е от Струмишката епархия на Македонската православна църква – Охридска архиепископия.

## История
Храмът е изграден в 1864 – 1865 година, а камбанарията му в 1880 година.

## Архитектура
В архитектурно отношение църквата е трикорабна базилика с полукръгла апсида на изток. Зидарията е от камък, варов хоросан и печени тухли. Покривната конструкция е на две води. Корабите са разделени с два реда колони с по четири дървени измазани стълба. Храмът е с равен дървен таван на трите кораба.
В овален прозоречен отвор високо на източната фасада е вградена плоча, от чийто отвор навътре са отнети два полукръга, поставени в хоризонталната ос на елипсата, с което прозоречният отвор добива облик на „8“.

## Иконопис
Интериорът е отчасти изписан като стенописите вероятно са дело на Григорий Пецанов. На тавана е Христос Вседържител, а над колоните, които разделят корабите на храма в медальони са четиримата евангелисти. Красивият иконостас е дело на двама зографи, единият от които е Лазар Аргиров. Царските икони са на Света Неделя, Свети Архангел Михаил, Свети Илия, Света Богородица, Свети Йоан Кръстител, Свети Никола и Свети Атанас. Вторият ред икони са били с гръцки надписи, които са премахнати и заменени със славянски. Иконостасният кръст е резбован.